# Блэкберн, Пол
Пол Кейди Блэкберн (англ. Paul Cady Blackburn, 4 декабря 1993, Антиок, Калифорния) — американский бейсболист, питчер клуба Главной лиги бейсбола «Окленд Атлетикс».

## Карьера
Пол Блэкберн родился 4 декабря 1993 года в Антиоке, штат Калифорния. После окончания школы, в 2012 году, он был выбран на драфте клубом «Чикаго Кабс» под общим 56 номером. В июне Пол подписал контракт, получив бонус в размере 911 700 долларов. В 2012 и 2013 годах он выступал в лигах с сокращённым расписанием, суммарно проведя на поле 66,2 иннинга.
Первый полный сезон на профессиональном уровне Блэкберн провёл в 2014 году в составе «Кейн Каунти Кугарс». Его пропускаемость в 117 сыгранных иннингах составила 3,23. В 2015 году его перевели в лигу уровнем выше, где он отыграл 89 иннингов за «Мертл-Бич Пеликанс». Из-за травм Пол пропустил месяц регулярного чемпионата и плей-офф. Сезон 2016 года он начал в составе «Теннесси Смоукиз» в АА-лиге. В июле «Кабс» обменяли Блэкберна в «Сиэтл Маринерс». Оставшуюся часть чемпионата он отыграл за «Джексон Дженералс», а после его окончания «Сиэтл» обменял Пола в «Окленд Атлетикс» на Дэнни Валенсию.
Первый чемпионат в системе «Атлетикс» он начал в ААА-лиге в составе «Нэшвилл Саундс». Он отыграл за команду 79,2 иннинга с пропускаемостью 3,05 и 1 июля 2017 года впервые вышел на поле за основной состав «Окленда». В играх чемпионата он одержал три победы при одном поражении с пропускаемостью 3,22. Сезон 2018 года оказался для Блэкберна неудачным. Он сыграл шесть матчей стартовым питчером с пропускаемостью 7,16, а последние три месяца регулярного чемпионата пропустил из-за травмы локтя.